# Lindeknotsvlinder
De lindeknotsvlinder (Plagodis dolabraria) is een nachtvlinder uit de familie Geometridae (spanners). De vlinder heeft een voorvleugellengte van 16 tot 19 millimeter. De soort overwintert als pop.

## Waardplanten
De lindeknotsvlinder heeft diverse loofbomen, zoals berken, wilgen en eiken als waardplanten.

## Voorkomen in Nederland en België
De lindeknotsvlinder is in Nederland en België een niet zo gewone en lokale soort. De vliegtijd is van begin mei tot halverwege juli in één generatie.